# Danijjel Benlolo
Danijjel Benlolo (ur. 6 maja 1958) – izraelski polityk, członek partii Likud.
Urodzony w Maroku, po raz pierwszy w Knesecie znalazł się w 2003 (szesnasty Kneset). Zasiadał w nim w komisji izby (był jej przewodniczącym), komisji finansów, komisji ekonomicznej, komisji ds. pracowników cudzoziemców i połączonej komisji ds. budżetu obronności.